# Nederlandse kampioenschappen schaatsen afstanden 2003 - 3000 meter vrouwen
De 3000 meter vrouwen op de Nederlandse kampioenschappen schaatsen afstanden 2003 werd gereden in november 2002, in ijsstadion De Vechtsebanen te Utrecht. Er namen zestien schaatssters deel.
Tonny de Jong was titelverdedigster na haar zege tijdens de NK afstanden 2002.

## Statistieken

### Uitslag
| #      | Schaatser              | tijd    |
| ------ | ---------------------- | ------- |
| Goud   | Barbara de Loor        | 4.16,91 |
| Zilver | Jenita Hulzebosch-Smit | 4.17,85 |
| Brons  | Renate Groenewold      | 4.18,32 |
| 4      | Elma de Vries          | 4.21,82 |
| 5      | Helen van Goozen       | 4.22,04 |
| 6      | Annamarie Thomas       | 4.23,58 |
| 7      | Marja Vis              | 4.24,29 |
| 8      | Moniek Kleinsman       | 4.24,65 |
| 9      | Sandra 't Hart         | 4.26,09 |
| 10     | Martine Oosting        | 4.27,69 |
| 11     | Mireille Reitsma       | 4.28,39 |
| 12     | Paulien van Deutekom   | 4.29,03 |
| 13     | Wieteke Cramer         | 4.29,36 |
| 14     | Esmé van Benthem       | 4.30,87 |
| 15     | Carien Kleibeuker      | 4.31,23 |
| 16     | Karin Maarse           | 4.37,90 |